# Mallotus leucocarpus
Mallotus leucocarpus là một loài thực vật có hoa trong họ Đại kích. Loài này được (Kurz) Airy Shaw mô tả khoa học đầu tiên năm 1963.